# Tunnelvermessung
Die Tunnelvermessung ist ein Teilgebiet der Ingenieurgeodäsie und zeichnet verantwortlich für die geometrischen und messtechnischen Belange im Tunnelbau.
Der Einsatz moderner Messtechnik spielt bei der Tunnelvermessung eine immer größere Rolle. Neue Sensoren steigern die Genauigkeit und lösen konventionelle personalintensive Messkonzepte ab. Das Zusammenspiel der Planung, der Grundlagenvermessung und der baubegleitenden Messungen ist gerade beim Tunnelbau entscheidend für den reibungslosen Vortrieb. Nur durch die Verknüpfung von zielorientierten Mess-, Auswerte- und Ausgleichungsmethoden ist eine effiziente baubegleitende Bauwerksüberwachung zu realisieren. Die Messergebnisse müssen möglichst schnell und transparent auf den Baustellen zur Verfügung stehen, um zusammen mit den anderen Fakten, z. B. aus ingenieurgeologischen Untersuchungen, ein ständig wirkungsvolles Handeln auf der Baustelle zu ermöglichen.

## Planungsphase
In der Planungsphase sollte in enger Zusammenarbeit mit allen am Projekt beteiligten Fachdisziplinen das benötigte Kartenmaterial zusammengestellt und wenn nötig durch gezielte Verdichtungsmessungen z. B. in der Umgebung geplanter Erkundungsbohrungen oder -stollen ergänzt werden. Neben dem herkömmlichen Kartenmaterial werden natürlich auch Luftbilder, aus denen Orthophotopläne generiert werden, und möglicherweise Fernerkundungsdaten, z. B. SPOT oder Landsat mit einer Auflösung von 10 bis 30 m, genutzt, aus denen ein digitales Höhenmodell abgeleitet werden kann. Eine für die Planung des gesamten Messkonzeptes wichtige Größe stellt der zu erreichende Durchschlagsfehler dar. Er bildet letztlich die Grundlage für die weitere Vorgehensweise der Vermessung und das zu verwendende Instrumentarium.

Beispiel eines simulierten Durchschlagsfehlers

Aus geodätischer Sicht kann der Durchschlagsfehler als die prognostizierte, theoretische Standardabweichung des Durchschlagspunktes in Längs- und Querrichtung definiert werden. Der Durchschlagsfehler wird, auf den Durchschlagsort angewendet, aus den relativen Fehlerellipsen der jeweils letzten Polygonpunkte beider Vortriebsrichtungen abgeleitet. Modelle beschreiben komplexe Sachverhalte mit mathematischen Methoden. Aufgrund der Tatsache, dass die Realität durch die Modelle nur vereinfacht dargestellt werden kann, werden die a priori Messgenauigkeiten meist zu pessimistisch angesetzt.
Bei einem Grundlagennetz, gerade im Eisenbahntunnelbau, ergeben sich schon in der Planung die Schwierigkeiten, dass bei der Wahl des Bezugsrahmens aufgrund der Einpassung keine Verformung des Grundlagennetzes entstehen darf, d. h., es muss spannungsfrei sein. Diese Tatsache ist schon in der Planungsphase zu berücksichtigen. Die Verknüpfung mit den übergeordneten Netzen wird durch Auffelderung des Grundlagennetzes auf die Festpunkte des übergeordneten Netzes im Sinne einer Helmert-Transformation realisiert.

Beispiel eines Grundlagennetzes

Im Zuge breiter internationaler Zusammenarbeit gerade bei Großprojekten wie im Tunnelbau sind die Vorteile des Qualitätsmanagements insbesondere in der Projektsteuerung sehr dominant. Durch Normen (z. B. in der DIN EN ISO 9000-Familie zusammengefasst) sind unter anderem die Punkte Dokumentation, Designlenkung, Verträge usw. geregelt. Unternehmen, die sich zu einer Arbeitsgemeinschaft zusammenschließen und nach obiger Norm zertifiziert sind, können ohne umfangreiche zusätzliche Abstimmung zusammenarbeiten. Das Projekt wird somit transparent, d. h. für jeden Bearbeiter auf einer Baustelle einheitlich interpretierbar. Es ergeben sich neue Möglichkeiten auch im Sinne der auf Großbaustellen sehr entscheidenden Sicherheitskontrollen.

## Geodätische Grundlagen
Bei der Grundlagenvermessung im Tunnelbau geht es im Wesentlichen um den Aufbau eines spannungsfreien Sondernetzes zur Übertragung der geplanten Tunnelachse in die Örtlichkeit. In zunehmendem Maße werden diese Sondernetze aber auch als Ausgangspunkt für die während der Bauphase durchzuführenden Kontrollvermessungen und die geotechnischen Messungen benötigt. Ein Sondernetz für den Tunnelbau setzt sich im Allgemeinen aus zwei Portalnetzen zusammen. Diese werden in einer größeren Messkampagne miteinander verbunden und an übergeordnete Punkte angeschlossen. Ein solches Konzept wurde in (Kahmen et al., 1998) für die Absteckung von Hochgeschwindigkeitstrassen vorgestellt. Da die Portalnetze (siehe Abbildung) während der gesamten Bauphase und nach Möglichkeit auch noch darüber hinaus zu Absteckungs- und Überwachungsaufgaben zur Verfügung stehen sollten, stellte sich die Frage nach einer dauerhaften Vermarkung. Für diese Aufgabe kommen daher nur Pfeilerpunkte in Frage. Die gegenüber anderen Vermarkungsarten höheren Kosten rechtfertigen sich jedoch durch die hohe Stabilität und die für die Tunnelabsteckung unumgängliche Zwangszentrierung. Ein weiterer Vorteil eines Pfeilernetzes ist die Möglichkeit, dass dieses Netz über längere Zeit und bei ausreichender Stabilität auch als Grundlage für Deformationsmessungen dienen kann. Zur Anlage von Netzen für die Deformationsanalyse sei hier verwiesen auf (Niemeier, 1985).

Anordnung eines Portalpfeilernetzes

Das oben beschriebene Konzept wird heute meist durch (satellitengestützte Vermessung) des Sondernetzes mit ergänzenden terrestrischen Messungen in den Portalbereichen sowie einem portalverbindenden Nivellement realisiert. In den meisten Fällen ist es entscheidend, nicht nur ein spannungsfreies Sondernetz für ingenieurgeodätische Aufgaben zu schaffen, sondern dieses Netz auch ohne größere Spannungen in ein vom Auftraggeber vorgegebenes Netz zu überführen.

## Baubegleitende Vermessung
Zu den baubegleitenden Vermessungen zählen sämtliche untertägigen geodätischen Messungen und deren Auswertungen. Hierzu gehörten neben den täglichen frei stationierten Routinemessungen zur Positionierung und Überprüfung der Richtlaser auch Stationskontrollen und Messungen zur Stabilisierung und Fortführung des untertägigen Referenznetzes. Unter Verwendung des zugehörigen Reflektorsystems für die Deformationsmessungen kann die Baustellenvermessung auch die regelmäßig anfallenden Hauptkontrollen zur Aktualisierung des Tunnelpolygons und Abstützung der Vortriebsrichtung ausführen.
In den meisten Fällen werden vom Auftraggeber unabhängige Hauptkontrollmessungen gefordert und auch vom Auftragnehmer unterstützt. Hierbei sollten bewusst andere Instrumentarien und Softwareprodukte zum Einsatz kommen.

### Vortriebssteuerung
Vor dem Hintergrund größtmöglicher Profilgenauigkeit sowohl in der Ausbruchs- als auch in der Außenschalengeometrie (Spritzbeton) können in den Vortrieben sowohl konventionelle Richtlaser als auch automatische Motorlasersysteme zur Anzeige der Ausbruchslinie installiert werden. Beide Systeme stehen hierbei für den positionsbestimmenden Prozess und das manuelle Stellen der Ausbaubögen zur Verfügung.

### Profilmessungen
Querprofilaufnahmen gehören zu den täglichen Routinemessungen bei Vortrieben nach der Spritzbetonbauweise. Durch die ständigen Kontrollen kann bei festgestellten Unter- bzw. Überprofilen schnell reagiert und in vielen Fällen ein größerer Schaden durch Maßnahmen begrenzt werden. Im Intervall der Abschlagslängen werden in den Vortriebsbereichen sowohl die Ausbaubögen als auch die zweite Spritzbetonlage mit geodätischer Messung kontrolliert und über geeignete Software dokumentiert. Bei diesem Standardverfahren wird ein Reflektor im Zentrum einer fest definierten Abstandsscheibe entlang der Spritzbetonschale geführt und durch polare Messung trigonometrisch bestimmt. Durch Umformung auf Trasse und Gradiente kann eine verlässliche Aussage zum verbleibenden Über- bzw. Unterprofil bezogen auf die jeweilige Sollgeometrie erzielt werden. Diese konventionelle Methode hat den Vorteil der schnellen Verfügbarkeit der Ergebnisse, jedoch den Nachteil einer nur punktuellen Kontrolle in grober Rasterung (Stichprobe).

## Geotechnische Messungen im Tunnelbau
Die geotechnischen Messungen dienen der Erfassung dreidimensionaler Verschiebungen des Tunnelbaues durch optisch-trigonometrische Vermessung von Retroprismen im Absolutsystem. Das Verfahren erlaubt die freie Stationierung des Tachymeters und bietet bei Verwendung eines motorisierten Instrumentes einen sicheren und praxisgerechten Messablauf. Die Bestimmung der Standpunktkoordinaten erfolgt durch Aufnahme von mindestens vier als stabil anzusehenden Anschlusspunkten. Die Genauigkeit der Zielpunktkoordinaten hängt somit zum überwiegenden Teil von der Genauigkeit der Standpunktkoordinaten ab.

### Deformationsmessungen
Auf Basis der stabilen Portalpfeilernetze entwickeln sich im Zuge der fortschreitenden Vortriebe die hochgenauen untertägigen Referenznetze zur 3D-Verformungserfassung in den Tunnelauffahrungen. Die frei stationierten Messungen – orientiert über eine Vielzahl bereits beruhigter Punkte in der rückwärtigen Strecke – liefern millimetergenaue Dokumentationen des Deformationsgeschehens im Vortriebsbereich. Die Messungen können mit einem Servotachymeter und entsprechender Punktsignalisierung in Form von Bireflex-Targets an der Tunnelaußenschale realisiert werden. In einer nachgeschalteten EDV-Bearbeitung werden die Ergebnisse der geotechnischen Messungen sofort einer statischen Standsicherheitsberechnung zugeführt, die im Ergebnis eine Einstufung (sogenannte Trigger-Lines) der Messquerschnitte in drei Alarmgrenzen beinhaltet.

### Obertägige Messungen
Setzungsbeobachtung der Oberfläche mit Präzisionsnivellements ergänzen das geotechnische Messprogramm. Vor allem in den oberflächennahen Anschlagbereichen sind die Ergebnisse der Setzungsmessungen, dargestellt in Querprofilen (Setzungströge) und Längsprofilen, ein wichtiges Hilfsmittel zur Beurteilung auch der vorauseilenden Setzungen. Dieser Faktor ist durch unterirdische Verformungsmessungen nicht erfassbar, weil die Nullmessung erst mit dem Spritzbetonausbau erfolgt.